# Лецки вулкански комплекс
Лецки вулкански комплекс налази се на југу Србије, између 21° и 22° источне географске дужине и на 43° северне географске ширине. У административном смислу припада територијама Топличког, Јабланичког и Косовског округа. На територији уже Србије његова површина административно је подељена између пет општина: Куршумлије, Прокупља, Бојника, Лебана и Медвеђе. 
Лецки комплекс обухвата површину од преко 700 km². Његова максимална дужина у правцу С-Ј је већа од 40 km, а максимална ширина око 25 km. 
Шире подручје комплекса је планинског карактера, са бројним јасно наглашеним врховима купастог облика. Највиши врх је Шопот (1409 m), а следе га Соколов вис (1376 m), Соколовац (1260 m), Свети Петар (1152 m) и Петровац (1148 m). Просечна надморска висина терена износи 500-800 m.
У границама комплекса налази се рељефни феномен, споменик природе Ђавоља варош, коју карактеришу земљане фигуре и два извора јако киселе воде са високом минерализацијом. 
Клима је умерено-континентална до субалпска. Просечна годишња температура износи 6,5 °C, а просечна годишња количина падавина је око 600 l/m². Сијаринска бања, на ободу лецког комплекса, има специфичну микроклиму услед присуства термалних извора.
Највећи водотоци на подручју лецког комплекса припадају сливовима Топлице и Јабланице. Топличком сливу припадају Проломска река у северном делу, односно Велика и Мала Косаница у западном делу. Туларска река на југу, односно Лецка и Гајтанска река на истоку утичу у реку Јабланицу. Појаве које указују на некадашњу интензивну вулканску активност овог подручја јесу минерални и термални извори. Најпознатије бање на простору комплекса су Пролом (северни део) и Сијаринска бања. 
Лецки вулкански комплекс има јако изражену вегетацију. Знатан део његове површине прекривен је густим шумама, а тло се карактерише дебелим хумусним покривачем.
Богатство рудама и јувелирским минералним ресурсима од давнина је привлачило људске претке. Трагови праисторијског живота пронађени су на неколико места у околини рудника Леце. На простору лецког комплекса присутни су и остаци рударења из римског и средњовековног периода, односно цркве и гробља из рановизантијског и средњевековног периода. На једном узвишењу вулканског порекла и данас постоје остаци утврђења из периода средњевековне српске државе, познатог под називом Иван кула.

## Галерија
- Соколов вис.
- Соколов вис.
- Велики крш.
- Велики крш.
- Велики крш.
- Велики крш.
- Велики крш.
- Велики крш.
- Велики крш.
- Велики крш.